# Brega
Brega é um estilo e um gênero musical brasileiro que abrange vários ritmos musicais, dificultando a definição de uma estética musical. Era um termo usado pejorativamente para designar a música romântica popular de baixa qualidade da década de 1940/1950, deselegante e, com exageros dramáticos (desilusões amorosas) ou ingenuidade; tendo o samba-canção, bolero e, jovem-guarda.
Desde 2021, no estado do Pará e na cidade de Recife o brega é reconhecido como patrimônio cultural. Em 2025, o dia 14 de fevereiro foi instituido como o Dia Nacional do Brega.

## Origem do termo

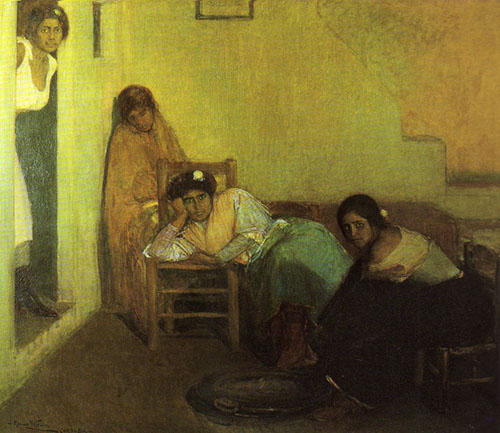
O prostíbulo ou "brega": o nome do lugar deu origem ao termo.
"Vividoras del Amor", por Julio Romero de Torres.

Várias são as hipóteses para a origem do termo brega como sinônimo de prostíbulo e, daí, como sinônimo do estilo musical. Segundo o dicionário de Antônio Houaiss o termo derivaria da palavra "esbregue" que, segundo ele, seria utilizado no Rio de Janeiro nas décadas de 1920 a 1950 "como sinônimo de algo mal feito, confuso, ordinário, servindo tanto para objetos como para pessoas". Para Altair J. Aranha (pseudônimo do pesquisador Luís Milanesi), o termo deriva de "Nóbrega", nome da rua (Manuel da Nóbrega) que ficava em uma região de meretrício na cidade de Salvador. Sérgio Nogueira diz, ainda, que para alguns etimólogos, a palavra brega seria uma forma reduzida de "xumbrega". "Xumbregar" ou "chumbregar" por sua vez tem, de acordo com Amaro Quintas e Sérgio Nogueira, origem em Pernambuco no ano de 1666 (período da Conjuração de "Nosso Pai"); quando o administrador colonial português Jerônimo de Mendonça Furtado, o Xumbergas, foi assim apelidado pela população pernambucana em referência ao general alemão Frederico Armando Schomberg (militar combatente em Portugal na Guerra da Restauração), pois Mendonça Furtado usava bigode ao modo Schomberg (ou ao modo Chomberga). E por este gostar em excesso de bebida alcoólica, o apelido assumiu na região a acepção de "embriaguez", originando os verbos xumbergar ou xumbregar (embriagar-se ou importunar) e o adjetivo xumbrega (aspecto ruim). Dessa origem remota, o termo teria no século XX, assumido a acepção de "prostíbulo", que como tal é dicionarizada por Aurélio Buarque de Holanda Ferreira, e por Michaelis (também defendido por Paulo Murilo Guerreiro do Amaral).
Sendo alvo de discussões por estudiosos e profissionais do meio musical, o termo brega foi empregado por classe média e alta às pessoas de baixo poder aquisitivo das regiões periféricas e aos prostíbulos nordestinos que tinham a música romântica como trilha sonora. Foi somente a partir da década de 1980, entretanto, que o termo brega se tornou sinônimo uma "vertente da música popular" que, na década anterior, era simplesmente chamada de "cafona", segundo Paulo Cesar Araújo. É importante diferenciar, mas sem distanciar em definitivo, "brega" enquanto adjetivo e enquanto substantivo, sendo que nesse último sentido temos a "vertente da música popular", uma realidade de fato com suas influências e características próprias, que em juízo de valoração foram adjetivadas de "brega".
Considera-se que, o cantor Vicente Celestino (1894-1968) na década de 1930, é um dos precursores do brega como gênero musical dramático. Nas regiões Norte e Nordeste o "brega" resistia, se consolidando como uma grande força musical. Embora as emissoras de rádios e as grandes gravadoras (mídia hegemônica) ignora-sem sua existência, os artistas "bregas" continuaram produzindo e assimilando novas influências. Mesmo com limitações financeiras e técnicas, esses músicos mantiveram um público significativo nas periferias urbanas destas regiões. Belém do Pará tornou-se a principal referência na consolidação do "brega" como estilo musical no país. Inicialmente restrito aos bailes — chamados "bregões" — em casas noturnas da periferia belemense, a cena adquiriu grandes proporções regionais com as "aparelhagens" (grandes sistemas profissionais de som).

## Informações gerais
Em meados da década de 1960, o termo designava um tipo de música romântica com arranjo musical sem grandes elaborações, vinda das camadas populares e considerada cafona e deselegante. Com o passar dos anos, o brega foi se sistematizando de forma menos rígida em relação ao outros ritmos. A partir de 2008, em Recife, surgiu o ritmo brega-funk, que originou-se da mistura entre kizomba de Angola, o zouk das Antilhas Francesas e, as baladas românticas usadas durante o tempo de seu auge, com bastante apelo sentimental, letra dramática com rimas fáceis, em outras palavras, música supostamente ruim. Mas, a partir da imprecisão conceitual que o termo carrega desde sua origem, este pode abarcar artistas de vários gêneros musicais da música brasileira, reforçando essa imprecisão.
Para tornar a conceituação mais difícil, o "brega" assimilaria, na década de 1990, novos aspectos — alguns dos quais distantes da linha romântica popular, como são os casos do brega pop e do tecnobrega, que é categorizado pela modernização dos instrumentos musicais e por uma batida mais dançante. Estas variações são bastante populares na cena regional do norte e nordeste brasileiro e se difundiram até mesmo no sul do País com o surgimento das bandas/cantores: Calypso, Reginaldo Rosi e Dejavu. Enquanto isso, artistas da "velha guarda" romântica-popular ainda rejeitavam o rótulo "brega", preferindo a expressão twist americano, de Paul Anka e Jerry Lee Lewis.
Alguns aceitaram o termo Brega com orgulho, altamente influenciados por Paul Anka. Reginaldo Rossi, o Rei do Brega, iniciou sua carreira com rock, porém suas canções eram consideradas de grande teor sentimental e a categoria rica da época não gostava delas e apelidou o ritmo preconceituosamente de Brega. Porém se tratava do twist dos anos 1960, e Reginaldo continuou cantando até o fim de seus dias as baladas românticas que o fizeram ser chamado de Rei do Brega.
O "brega" segue alcançando grande aceitação entre segmentos das camadas populares do Brasil.
A música brega é Patrimônio Cultural Imaterial do Recife, em projeto aprovado pela Câmara Municipal.

## História

### Antecedentes

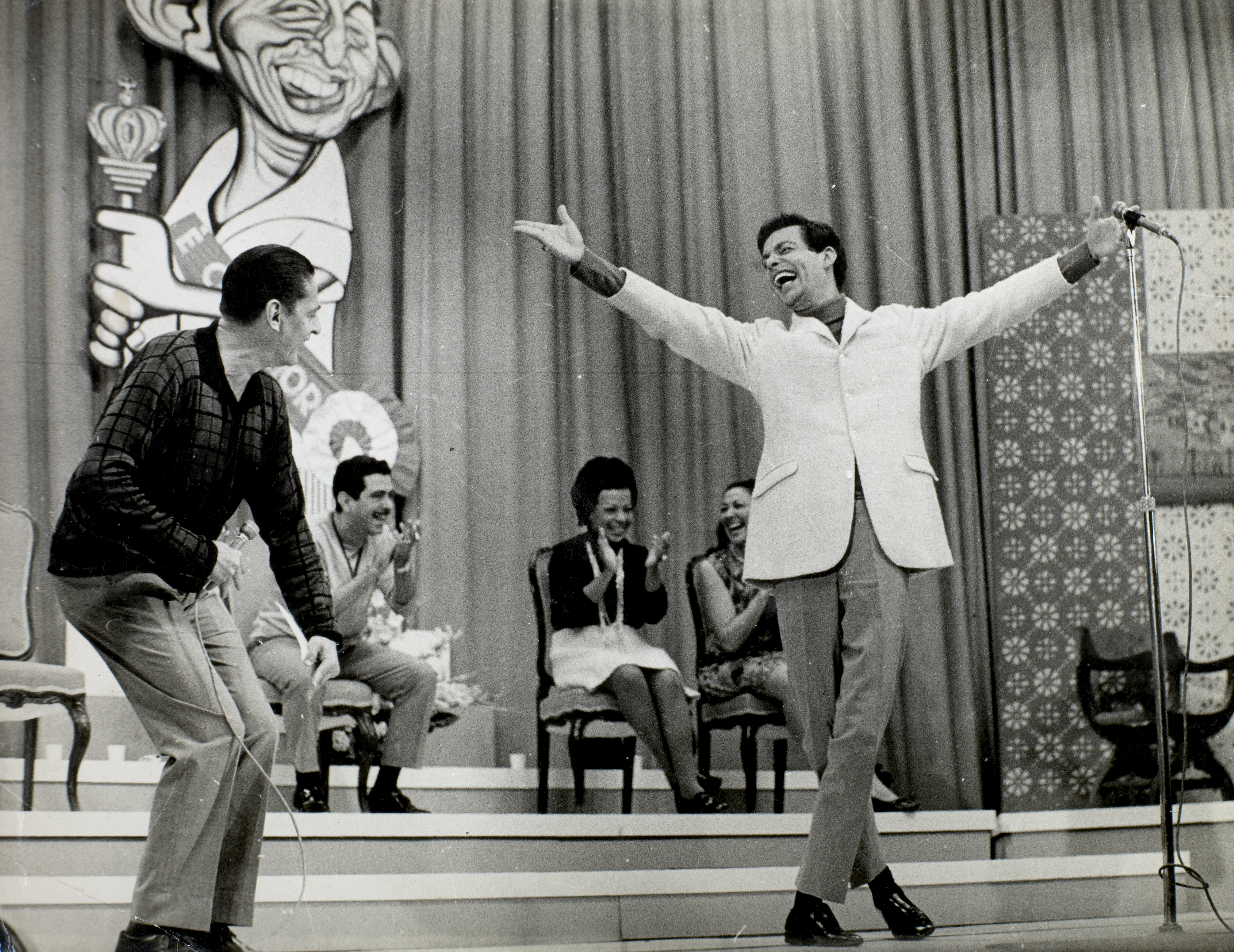
Cauby Peixoto, um dos precursores da música brega

Não se sabe ao certo a origem musical do "brega". Críticos apontam alguns precursores do "estilo" em cantores das décadas de 1940 e 1950, que seguiam, através do bolero e do samba-canção, uma temática mais "romântica". Entre os quais, Orlando Dias, Carlos Alberto, Alcides Gerardi e Cauby Peixoto.
Durante a década de 1960, a música romântica de artistas oriundos basicamente das classes mais populares passou a ser considerada cafona e deselegante. Isso foi especialmente reforçado pelas grandes transformações vivenciadas pela música popular do país naquele período, com o surgimento de inovações estilísticas dentro cenário musical que agradavam principalmente aos jovens do meio urbano. De um lado, surgiu uma geração oriunda da classe média universitária que se consolidaria, na década seguinte, sob a sigla MPB, nada menos do que "música popular brasileira". Por outro, surgiram os movimentos tropicalista — inspirado em correntes artísticas de vanguarda, na cultura pop nacional e estrangeira, em manifestações tradicionais da cultura brasileira e inovações estéticas radicais — e iê-iê-iê — que capitaneou o rock'n'roll estrangeiro, dando-lhe uma roupagem nacional, e transformou-se num grande fenômeno de comportamento e moda.
E foi a Jovem Guarda que abriu caminho para novos artistas que desafiariam os padrões de bom gosto da classe média brasileira na década seguinte, já que alguns dos artistas que tiveram uma ligação com o movimento viriam a se tornar populares cantores "cafonas" na década seguinte. É o caso por exemplo do pernambucano Reginaldo Rossi, que liderou a banda The Silver Jets.

### A raiz "cafona"
Em princípio da década de 1970, acentuavam-se as estilizações dentro da música brasileira. Em especial, o meio musical predominante definia os cânones da chamada MPB, gênero cada vez mais distante de outras vertentes populares da música brasileira, como o samba, a música caipira, além do rock feito no Brasil e da música romântica — que teria em Roberto Carlos o seu maior representante. O cantor capixaba era um dos poucos artistas que fazia música romântica sucesso de crítica e de público. Para a maioria dos artistas brasileiros românticos populares, mesmo que grandes vendedores no mercado fonográfico brasileiro, sobrava a alcunha nada positiva de "cafona". O termo passou a estigmatizar artistas como Paulo Sérgio, Altemar Dutra, Odair José, Reginaldo Rossi e Waldick Soriano dentro do amplo leque da música brasileira.
Na segunda metade dos anos setenta, uma "nova vertente cafona" surgia com destaque. Era um estilo de roupagem "moderna", bastante influenciado pela discothèque e pelo pop dançante em voga à época, e que enfatizava danças e gestos sensuais (para alguns, no limite do vulgaridade). Este "novo cafona" foi capitaneado por artistas como Sidney Magal (de Sandra Rosa Madalena e O Meu Sangue Ferve por Você) e Gretchen (Melô do Piripipi e Conga La Conga).

### O rótulo "brega"
A partir da década de 1980, o termo "brega" passou a ser cunhado largamente na imprensa brasileira pelos meios de comunicação para designar, de maneira pejorativa, música sem valor artístico. Embora sem uma conceituação aprofundada, a pecha servia para designar uma "música de mau gosto, geralmente feita para as camadas populares, com exageros de dramaticidade e/ou letras de uma insuportável ingenuidade". Era o caso por exemplo do trabalho de cantores da linha romântica "cafona", como os ainda populares Amado Batista e Wando, ou de outros cantores românticos constantemente presentes em programas de auditório da televisão, como Gilliard, Fábio Junior e José Augusto.
Ao mesmo tempo em que críticos esboçavam uma conceituação estilística pejorativa sobre o "brega", o estilo passou a influenciar e se fundir a outros artistas e gêneros musicais, o que tornava, na verdade, cada vez mais impreciso estabelecer uma definição clara sobre o que seria "música brega". Como resultado desta ausência conceitual exata e precisa sobre o que seria o "brega", o termo muitas vezes não se restringia apenas aos artistas romântico-populares, como também podia abarcar artistas vinculados a outros gêneros musicais, como por exemplo, Alcione e Chitãozinho e Xororó, ligados, respectivamente, ao samba e ao sertanejo. Mesmo cantores do time da chamada MPB, como Gal Costa, eram criticados quando interpretavam canções consideradas de pouco valor artístico pela crítica hegemônica, como o caso do dueto Um Dia de Domingo, com Tim Maia — um grande sucesso comercial composto pela dupla Michael Sullivan e Paulo Massadas, que se especializou em composições tidas como "bregas". Entre elas, Me Dê Motivo,[carece de fontes?] na voz de Tim Maia, e Deslizes, na voz de Raimundo Fagner.
Além das tendências românticas, a década de 1980 marcou a ascensão de outros gêneros considerados de baixo valor artístico, como o axé e, no final da década, o surgimento do funk carioca (inspirado pelo miami bass da Costa Leste dos Estados Unidos). Havia, também, artistas do brega propriamente dito, como Ovelha, Nahim e Harmony Cats, hoje lembrados nas festas trash.
Dentro desta confusão, jovens artistas do Sudeste brasileiro (alguns até universitários) assumiram traços do que seria um "estilo brega" em seus trabalhos. Entre os quais, o compositor pianista e ator carioca Eduardo Dusek (que fez o LP Brega-chique, em 1984) e a banda paulistana Língua de Trapo.
Do ponto de vista estético-musical Samuel Araújo (1988) proprõem uma categorização taxonômica do brega em cinco subgêneros: Brega-Rock, Simply-Brega (que abrange o gênero do norte e do nordeste), Deluxe-Brega, Samba-Romântico e, Brega-Sertanejo.
Os primeiros passos do brega no Pará ocorreu na década de 1960 (onde foi reintroduzido na década de 1980 e onde foi reconhecido como patrimônio cultural estadual em 2021) foram dados por artistas como: Teddy Max, Mauro Cotta, Juca Medalha, Frankito Lopes e, Luiz Guilherme, que atualmente são enquadrados na "vertente" do brega paraense chamado flashbrega ou brega-saudade. A estética musical inicial do brega-paraense está bem representada na  música “Eu te amo meu amor” (1994, álbum Cantando e Chorando Volume 11) de Frankito Lopes.

### Mutação e consolidação em Belém
A chegada à década de 1990 levou o "brega" a mais fusões e confusões em torno da conceituação. Época em que uma série de artistas passaram a se assumir como "bregas". Um dos mais notórios foi Reginaldo Rossi, autoproclamado "Rei do Brega". Dentro da tradicional linha romântico popular, Reginaldo Rossi mantinha-se como uma espécie de "contraponto nordestino" para Roberto Carlos, inclusive se apropriando do título de "rei" que já acompanhava o companheiro de Jovem Guarda. A canção Garçom transformou-o subitamente em sensação no Sudeste, ajudando a detonar uma onda de reavaliação do brega — inclusive com gravações feitas por artistas do establishment musical nacional, como Caetano Veloso — o cantor baiano, que já havia gravado em 1982 a canção Sonhos, de Peninha, regravaria em 2004 Você não me ensinou a te esquecer, uma canção de Fernando Mendes. Nos anos 2000, outros "cafonas" receberam reconhecimento, como Odair José, que ganhou álbum-tributo do qual participam Pato Fu, Mundo Livre S/A e Zeca Baleiro.
Na primeira metade da década de 1990, grupos como o paulistano Vexame e o carioca Os Copacabanas especializaram-se em regravar sucessos do repertório popular "cafona" de Amado Batista, Reginaldo Rossi e, Adelino Nascimento. Pelo lado do pastiche e da sátira, estes grupos obtiveram algum sucesso entre as plateias mais intelectualizadas no Sudeste brasileiro. Também em uma linha "brega-escrachada", o cearense Falcão e, principalmente, os paulistas Mamonas Assassinas obtiveram grande êxito comercial.
Na regiões Norte e Nordeste o brega resistia, e se consolidava como uma grande força musical. Embora as rádios e gravadoras não valorizassem, os artistas "bregas" continuaram produzindo, mesmo com limitações financeiras, que mantiveram um público significativo nas periferias urbanas. Belém tornou-se a principal região para a consolidação do brega como estilo musical, inicialmente restrito aos bailes nas casas noturnas suburbanas, a cena popularizou-se com as festas de "aparelhagens" (festas de empresas com grande sistema sonoro), frequentadas por milhares de pessoas, alguns sucessos da música pop (nacional e internacional) e ritmos caribenhos, como o calipso. A mistura destes sons influenciou novas vertentes praticadas pelos artistas "bregas" que surgiam. Fora do âmbito da indústria fonográfica nacional, a produção musical paraense era distribuída diretamente por vendedores ambulantes e camelôs, consolidando um mercado alternativo para esse movimento, regionalmente batizado como "brega pop".
Segundo Marcio Bahia (2015), é justificável a criação do subgênero "brega-paraense" em função das características peculiares: um mix de elementos do brega nordestino, da Jovem Guarda, com gêneros populares do norte do Brasil, como a guitarrada, lambada, e ritmos caribenhos, como o calypso e, merengue. 
Com letras que ainda mantêm, em geral, a carga romântica — embora frequentemente se desviem para a erotização explícita, refletida até mesmo na coreografia dos dançarinos que acompanha a malícia da música —, o "brega pop" é caracterizada por um ritmo mais acelerado, com ênfase nos acordes das guitarras. Embora tenha se desenvolvido no mercado paralelo das periferias, o "brega pop" transformou-se em um negócio lucrativo e reconquistou espaço nas mídias locais, com presença na programação das grandes rádios comerciais. 
Embora algumas grandes bandas do "brega pop" ganhassem projeção nacional — e até mesmo internacional —, a grande maioria se seus músicos ainda desenvolvia carreiras efêmeras e se mantinha dentro do circuitos de bailes de periferia. O maior expoente nacional do movimento seria a Banda Calypso. Ainda no Pará, surgiram outras ramificações dentro do "brega", tais como o popularmente conhecido "tecnobrega", resultado da fusão do "brega" com estilos da música eletrônica. O brega iniciou a história com o flash-brega/brega-saudade (dançando coladinho), depois um pouco mais acelerado ganhou o título de brega-pop e, por fim surge a vertente tecnobrega/melody (endoidar no 'rock-doido'), uma dos estilo que vem com muitos brinquedos tecnológicos.
Nas festas de ‘saudade’ (aparelhagem sonora) uma das incitações observadas ocorre quando toca-se o merengue, sendo comum o DJ gritar “olha o caquiado”, que é uma espécie de floreio na dança (trejeitos) caracterizado por movimentos rápidos com os pés.

## Conceituação difusa
Definir a existência ou não e quem pertence e quem não pertence ao "estilo brega" é um debate feito por pesquisadores, críticos, artistas e público, e está longe de chegar a um consenso.
Esta dificuldade estaria expressa na pluralidade musical em voga no mundo contemporâneo, que "provoca um constante movimento de apropriação–reapropriação contínua e ao mesmo tempo inconstante, promovendo uma hibridação de referências musicais que termina por impossibilitar qualquer definição precisa capaz de ser fielmente classificada rigidamente em um estilo musical." Outro ponto de dificuldade na discussão em torno do que seria "música brega" é o estabelecimento por parte das "ideologias excludentes e classistas da intelectualidade hegemônica" de uma relação direta do "estilo com o poder classificatório do gosto, além de uma série de adjetivações pejorativas que estão associadas à denominação brega."
Mesmo entre o público brasileiro, consumidor ou não de artistas e tendências supostamente "bregas", há muita confusão sobre o que seria o "estilo". Em alguns casos, ocorre a associação de algumas vertentes musicais melhor estabelecidas — como o sertanejo (de linha mais comercial-romântica, a partir da década de 1980), a lambada, o pagode (especialmente seu estilo mais "romântico, a partir da década de 1990), a axé music, o funk carioca — no rol de "estilos bregas". A autora Carmen Lúcia José observou, em suas pesquisas, a opinião de indivíduos de segmentos sociais distintos sobre alguns artistas quanto aos seus estilos musicais. Por exemplo, as duplas Chitãozinho e Xororó e Leandro e Leonardo. A primeira dupla, para segmentos sociais acima da média com repertório, é considerada brega; já para os segmentos médios e acima da média sem repertório, a dupla é considerada som sertanejo; e para os segmentos mais baixos, também. Com relação à dupla Leandro e Leonardo, para os segmentos acima da média e médios, é brega; os segmentos médios e acima da média sem repertório musical, a dupla também é considerada brega; nos segmentos mais baixos, a dupla representa o sertanejo jovem.
Entre os artistas rotulados como "bregas", também existe a dificuldade em torno do que seria o "estilo". Como observa o jornalista João Teles, "não é exatamente a música, mas o intérprete que confere o status de brega ou não." Alguns desses rejeitam serem representados sob o estigma da cafona e mau gosto. Em uma entrevista em 2008, o cantor Wando afirmou sentir-se incomodado com o termo pejorativo. "Quando as pessoas falam de brega, sempre se referem a uma coisa ruim. Então eu brigo por isso". Questionado sobre o assunto, Fernando Mendes disse certa vez que "brega era um lugar onde a gente ia, era um substantivo e hoje é um adjetivo com que falam mal da gente. Quando me perguntaram o que eu achava, eu disse, brega é o termo, a palavra é o nome que o invejoso usa pra criticar o vitorioso". Waldick Soriano diz: "Concordar, a gente não concorda. Porque brega é usado para falar de casa de prostituição. Nesses lugares, as pessoas ouvem música romântica, mas não só nos bregas. Faço música romântica, as pessoas gostam disso". Com o tempo, porém, alguns outros artistas assumiram o termo "brega". É o caso de Reginaldo Rossi, que se auto-intitula como o "Rei do Brega". Outro exemplo é, ainda que não seja consensual e conceitualmente um estilo, o próprio surgimento das "vertentes" paraenses brega pop e tecnobrega, que indicam que seus artistas assumem-se de alguma forma ou de outra como "bregas".

## Variações
O samba-canção, bolero e jovem-guarda foram vinculados a esta estética, mas atualmente o brega também envolve forró, kizomba, zouk, funana,[carece de fontes?] além do twist modernizado, que batizaram de forma aportuguesada de tecno-brega, e até mesmo o funk, no que ficou conhecido como brega funk. Outra variação é o Eletrobrega.

## Crítica
Na Enciclopédia da Música Brasileira, de Marcos Antonio Marcondes, o "brega" é caracterizado como a "música mais banal, óbvia, direta, sentimental e rotineira possível, que não foge ao uso sem criatividade de clichês musicais". Para Lúcia José, o "brega" teria estruturas sonoras "organizadas e mantidas sem oposição, provocando nos ouvintes uma pasteurização em que todos os arranjos ganham um mesmo assobio".
Há especialistas, no entanto, que divergem da rotulagem "brega" e atacam a marginalização dos artistas "cafonas" na historiografia oficial da musical brasileira, escrita por "uma categoria privilegiada que assume a função e o papel dos legitimadores do gosto" que descarta músicos e tendências musicais não condizentes "com suas perspectivas identitárias". Uma das críticas ao estilo é a apatia política que existiria no mesmo. Porém, em músicas como "O Caminhante", de Dom e Ravel, e "O Camburão", de Paulo Sérgio, que falam, respectivamente, sobre reforma agrária e as dificuldades do imigrante, observa-se o teor de denúncia social. Este último, lançou a música "Não Creio em Mais Nada", numa época em que o governo militar lançava em campanha o lema "Você precisa acreditar" e fazia propagandas saudando a alegria e felicidade. "Inseridos neste contexto, o ceticismo e a melancolia do repertório "cafona" acabavam por adquirir, mesmo que não intencionalmente, um caráter transgressor e de resistência" (ARAÚJO, 2002).
Para o historiador Paulo Cesar de Araújo, o "brega" estaria "no limbo da história", amparado em marcos historiográficos, que teria estabelecido que "toda produção em que o público de classe média não identifique tradição ('raízes' do samba) nem modernidade ('a partir de 1958, com a Bossa Nova, e que continua com o Tropicalismo') é rotulada de brega ou cafona", fenômeno que ocorreu, dentre outros, com Nelson Gonçalves, Altemar Dutra e Anísio Silva. Ainda para Araújo (2002, p. 204), analisando a grande quantidade de populares que visitam ou que gostariam de visitar o túmulo de Paulo Sérgio, afirma que "é possível chegar à conclusão de que estamos diante de um fenômeno: o fenômeno Paulo Sérgio", concluindo em seguida que "este fenômeno por si só já revela o fosso que separa a memória de grupos sociais marginalizados da memória nacional dominante. Revela ainda os limites do processo de 'enquadramento da memória', referido por Michael Pollak", considerando as visitas ao  túmulo do cantor como "um ato de resistência" e que seus fãs formam "uma espécie de memória underground, que segue viva no cemitério, nos cabarés, nos barracas e nas casas simples com cadeiras na calçada em subúrbios de todo o Brasil."
O autor Fernando Fontanella complementa ao afirmar que, dentro de um jogo "hierarquias culturais", "o imaginário do belo sempre é pensado pelas instituições da hegemonia dentro de uma legitimação dos grupos dominantes", o que explicaria a relação da "música brega" ao "mau gosto" como algo oriundo de um processo de estruturação de classes que tende a beneficiar determinados grupos em particular.

## Filmografia
- Vou Rifar Meu Coração, de Ana Rieper, 2012.[62]
- Waldick, Sempre no Meu Coração, de Patricia Pillar, 2008.